# Роготно (Дятловский район)
Роготно, также Роготна (бел. Раготна) — агрогородок в Дятловском районе  Гродненской области Белоруссии. Входит в состав Дворецкого сельсовета (до 2013 года — центр Роготновского сельсовета).

## География
Агрогородок расположен в 15 км к юго-востоку от города Дятлово, в 8 км к востоку от посёлка находится ближайшая ж/д станция Выгода на линии Лида — Барановичи. Роготно связано с окрестными населёнными пунктами местными дорогами.

## История

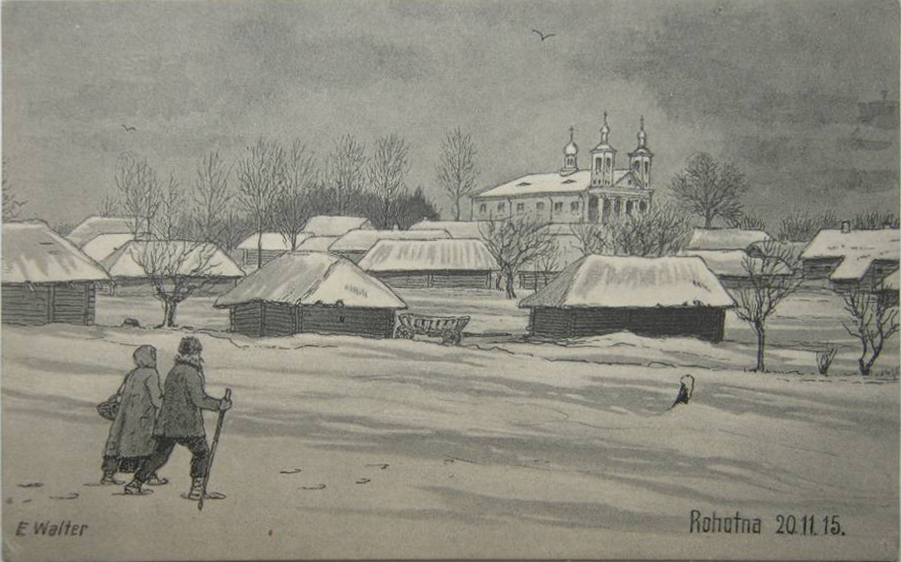
Панорама местечка. 1915 год

Католический приход основан в Роготно около 1400 года. В XV веке здесь был построен деревянный костёл, который первоначально был освящён во имя апостола Варфоломея. Местечко входило в состав Слонимского повета Новогрудского воеводства.
В результате третьего раздела Речи Посполитой (1795) Роготно оказалось в составе Российской империи, в Слонимском уезде Гродненской губернии. В 1840 году построен каменный костёл Ангелов-Хранителей. После подавления польского восстания 1863 года католический храм был переделан в православную церковь Рождества Богородицы.
Согласно Рижскому мирному договору (1921), Роготно оказалось в составе межвоенной Польской Республики, где вошло в состав Слонимского повета Новогрудского воеводства. В это время здание бывшего костёла вернули католикам.
В 1939 году Роготно вошло в состав БССР, где стало центром сельсовета.

#### Легенды
На восток (около 700 м) от села лежит камень в виде длинной плиты шириной два метра. Посредине он расколот на две части, которые лежат друг от друга на расстоянии около 30 сантиметров. Под камнем, по народной легенде, похоронены брат и сестра, убитые людьми за кровосмешение. Грех был настолько велик, что небо покарало грешников и после смерти: после похорон гром, разбив плиту на две части, отодвинул их одну от другой.

## Достопримечательности
- Католический храм Святых Ангелов-Хранителей, 1840 год.
- Усадьба XIX века